# Good Rats
I Good Rats sono un gruppo rock di Long Island, New York. La loro musica mischia elementi hard rock con il jazz e il pop. Benché abbiano avuto qualche successo a livello nazionale e internazionale, è nella loro Long Island che sono sempre stati conosciuti.

## Discografia

### Album in studio
- 1969 - The Good Rats
- 1974 - Tasty
- 1976 - Ratcity in Blue
- 1978 - From Rats to Riches
- 1979 - Rats, The Way You Like 'Em
- 1981 - Great American Music
- 1996 - Tasty Seconds
- 2000 - Lets Have Another Beer
- 2002 - Play Dum

## Formazione

### Formazione attuale
- Stefan Marchello, voce
- Dan Smiraglia, chitarra
- Joe DiBiase, basso
- Joey DiBiase, batteria

### Ex componenti
- Peppi Marchello, voce
- Bruce Kulick, chitarra
- Joey Franco, batteria